# Співають всі
«Співають всі» — музичне талант-шоу, що демонструється з 21 серпня 2021 року на телеканалі ТРК «Україна».
Адаптація проєкту за всесвітньо відомим форматом All Together Now.

## Опис
Кожного із семи випусків перед журі із ста членів виступатимуть по 12 учасників у віці від 13 років. Вони можуть бути як професіоналами, так і аматорами, а також представниками різних музичних напрямів. Головне завдання, щоб якомога більше членів «сотні» встали та почали підспівувати. Переможець, що набрав найбільшу кількість балів, у випуску проходить до фіналу автоматично. Конкурсанти, котрі посіли друге і третє місця, за це право поборються у музичній дуелі наприкінці епізоду. До фіналу вийде 14 найкращих учасників. На початку кожного випуску першим на сцену шоу  буде виходити хтось із зірок вітчизняного шоубізу. Зірковим капітаном шоу буде народна артистка України Наталія Могилевська. В сотню зіркових суддів увійшли: Міла Кузнецова, TAYANNA, Jerry Heil, Іво Бобул, Міша Романова, Марина Одольська, Роман Скорпіон, GROSU, Артем Півоваров, Анастасія Приходько, Арсен Мірзоян, Анна Трінчер, Ivan NAVI, Наталка Карпа, Vlad Darwin, KISHE, LILU, Оля Цибульська, Lida Lee, Сергій Танчинець, Діма Коляденко, Ніна Матвієнко, Gena VITER, Петро Чорний, EL Кравчук, Masha Fokina, Жека Баяніст, Аркадій Войтюк, NiNO, Олександр Кривошапко, Оксана Пекун, Дмитро Тодорюк, М'ЯТА та інші.
|  | «Формат All Together Now унікальний як за видовищністю та емоційною напругою, так і за своїми правилами. Вперше на вітчизняному телебаченні талант учасників оцінюватимуть відразу сто членів журі. Переконана, це буде, дійсно, народний проєкт», – розповіла директорка телеканалу «Україна» Вікторія Корогод. |

### Кастинг учасників шоу
З квітня 2021 року розпочався кастинг вокалістів, що бажають брати участь у шоу самостійно або у складі вокального колективу. Для цього необхідно заповнити анкету.

### Нагороди
Переможець вокального проєкту отримає грошовий приз у розмірі 500 тисяч гривень.
|  | «Переможець шоу зможе розпорядитися призовими грошима на свій розсуд. Хтось вважатиме за потрібне вкластись у музичний репертуар, а хтось купить собі квартиру. Правила шоу не обмежують володаря призу», – сказав директор Департаменту розважальних програм каналу «Україна» Анатолій Сябро. |

## Ведучий
- Володимир Остапчук[9][10]

## Зіркова сотня

### Капітан команди
- Наталія Могилевська

### Зіркова сотня
- Jerry Heil
- Tayanna
- Іво Бобул
- Міша Романова
- Марина Одольська
- Влад Ситнік
- Роман Скорпіон
- Ассія Ахат
- Слава Дьомін
- Аліна Гросу
- Артем Пивоваров
- Анастасія Приходько
- Анна Трінчер
- Ivan Navi
- Наталка Карпа
- Влад Дарвін
- Kishe
- Міла Кузнецова
- Lida Lee
- Gena Viter
- Петро Чорний
- EL Кравчук
- Маша Фокіна
- Жека Баяніст
- Аркадій Войтюк
- Wellboy
- Viktoria
- DJ Nana
- Олександр Кривошапко
- Оксана Пекун
- Дмитро Тородюк
- М'ята
- СолоХа
- Ніно Басілая
- NZK
- Марія Бурмака
- Анна Добриднєва
- Khayat
- Julik
- Міла Нітіч
- Олег Машуковський
- Маркус Ріва
- Максим Гордєєв
- Наталія Бучинська
- Олександр Павлик
- Laud
- Наталія Валевська
- Big Boss
- Андрій Князь
- Дмитро Сисоєв
- Сергій Танчинець
- Амадор Лопес
- Філіп Коляденко
- Маша Гойя
- Анна Свиридова
- Сергій Мироненко
- Lilu
- Олексій Кузнєцов
- Діма Коляденко
- Сергій Асафатов
- Христина Охітва
- LETAY
- PATSYKI Z FRANENKA
- Дмитро Яремчук
- Назарій Яремчук
- Ольга Нека
- LOOKINICH
- Ігор Балан
- Олександр Лещенко
- Kalush
- Артур Боссо
- Бродвей
- Сергій Костецький
- Ігор Воєвуцький
- Євген Літвінкович
- Дмитро Каднай
- Євген Хмара
- Олександр Прохоров
- Діва Ірен
- Андрій Соловйов
- MARISHE
- Діва Монро
- Ярослава Руденко
- Маргарита Двойненко
- Софія Єгорова
- Ariella
- Евгенія Скарлет
- VICTORY ANN
- KETA RINA
- Віктор Павлик
- Тоня Матвієнко
- Арсен Мірзоян
- Ніна Матвієнко
- Ольга Цибульська
- Олег Серафін
- LEMKA
- Еліна Іващенко

### Зіркові гості
- GO-A
- Валерій Меладзе
- Оля Полякова
- Юлія Саніна
- Руслана
- DZIDZIO
- Дмитро Монатік
- Олег Винник

## Сезони
| Сезон | Період трансляції                  | Переможець        | 2 місце    | 3 місце      | Ведучий            |
| ----- | ---------------------------------- | ----------------- | ---------- | ------------ | ------------------ |
| 1     | З 21 серпня по 16 жовтня 2021 року | Муаяд Абдельрахім | Ескен Зова | Дар'я Ковтун | Володимир Остапчук |

## Учасники
| Валентин Мушицький (28 р., м.Луцьк)                |  |  |  |  |  |  |  | Фіналіст    |
| Олена Жигарєва (39 р, м.Київ)                      |  |  |  |  |  |  |  | Фіналістка  |
| Олександр Балабанов (15 р, м.Донецьк / м.Київ)     |  |  |  |  |  |  |  |             |
| Олександра Іщук (19 р, м.Обухів)                   |  |  |  |  |  |  |  |             |
| Фаріз Мамедов (23 р, м.Алмати, Казахстан)          |  |  |  |  |  |  |  |             |
| Олександр Коваленко (50 р., м.Київ)                |  |  |  |  |  |  |  |             |
| Гурт PolyGirls (м.Бровари)                         |  |  |  |  |  |  |  |             |
| Олександр Круглий (20 р., м.Київ)                  |  |  |  |  |  |  |  |             |
| Гурт G-art (м.Київ)                                |  |  |  |  |  |  |  |             |
| Олександр Боратинець (28 р., смт. Благодатне)      |  |  |  |  |  |  |  |             |
| Олександр Порядинський (23 р., с.Кухарка)          |  |  |  |  |  |  |  |             |
| Муаяд Абдельрахім (16 р, м.Одеса)                  |  |  |  |  |  |  |  | Переможець  |
| Вася Демчук (20 р, м.Рівне)                        |  |  |  |  |  |  |  | Фіналіст    |
| Дует "Dessert" (м.Рівне)                           |  |  |  |  |  |  |  |             |
| Микола Бобрик (31 р, м.Рівне)                      |  |  |  |  |  |  |  |             |
| Саркіс Чахоян (54 р, м.Хмельницький)               |  |  |  |  |  |  |  |             |
| Інна Олійник (38 р, м.Київ)                        |  |  |  |  |  |  |  |             |
| Владислав Шликов (41 р.)                           |  |  |  |  |  |  |  |             |
| Андрій Рибарчук (28 р, м.Чернівці)                 |  |  |  |  |  |  |  |             |
| Віталій Пелехов (22 р, м.Київ)                     |  |  |  |  |  |  |  |             |
| Тетяна Кісільова (38 р, м.Житомир)                 |  |  |  |  |  |  |  |             |
| Аліса Воронецька (39 р, м.Київ)                    |  |  |  |  |  |  |  |             |
| Катерина Северова (20 р, м.Вознесенськ)            |  |  |  |  |  |  |  | Фіналістка  |
| Софія Артеменко (13 р, м.Сміла)                    |  |  |  |  |  |  |  | Фіналістка  |
| Роман Мілян (32 р, м.Львів)                        |  |  |  |  |  |  |  |             |
| KAREENA (Карина Балашова, 18 р, м.Дніпро / м.Київ) |  |  |  |  |  |  |  |             |
| Володимир Бердецький (28 р, смт.Біловодськ)        |  |  |  |  |  |  |  |             |
| Олександр Удовенко (49 р, м.Київ)                  |  |  |  |  |  |  |  |             |
| Ярослав Рогальський (15 р, м.Київ)                 |  |  |  |  |  |  |  |             |
| Тріо «Girls in jazz» (м.Чернівці)                  |  |  |  |  |  |  |  |             |
| Лара Бамбізо (56 р, с.Щасливе)                     |  |  |  |  |  |  |  |             |
| Група "Freshtime" (м.Миколаїв)                     |  |  |  |  |  |  |  |             |
| Наталія Слаква (35 р, м. Верхівцеве)               |  |  |  |  |  |  |  | Фіналістка  |
| Гурт 7Teens (м. Івано-Франківськ)                  |  |  |  |  |  |  |  | Фіналісти   |
| Анна Фірагіна (28 р, м. Київ)                      |  |  |  |  |  |  |  |             |
| Михайло Нікицький (29 р,м. Кривий Ріг)             |  |  |  |  |  |  |  |             |
| Маргарита Вікторова (52 р, м. Кривий Ріг)          |  |  |  |  |  |  |  |             |
| Dos Machos (Марсель Гастон) (Куба)                 |  |  |  |  |  |  |  |             |
| Микола Ровенко (26 р, м. Івано-Франківськ)         |  |  |  |  |  |  |  |             |
| Дует «Наяда» (м. Київ)                             |  |  |  |  |  |  |  |             |
| Михайло Кисельов (17 р, м. Одеса                   |  |  |  |  |  |  |  |             |
| Євген Прудник (33 р, м. Київ)                      |  |  |  |  |  |  |  |             |
| Ескен Зова (39 р, м. Львів)                        |  |  |  |  |  |  |  | Друге місце |
| Колектив Liberty (м. Рівне)                        |  |  |  |  |  |  |  | Фіналісти   |
| Андрій Ковтун (25 р, м. Київ)                      |  |  |  |  |  |  |  |             |
| Олексій Приступ (25 р, м. Одеса)                   |  |  |  |  |  |  |  |             |
| Марина Левченко (55 р, м. Київ)*                   |  |  |  |  |  |  |  |             |
| Андрій Кузик (21 р, м. Львів)                      |  |  |  |  |  |  |  |             |
| Юлія і Олена Степанченко (35 р, м. Київ)           |  |  |  |  |  |  |  |             |
| Ольга Богатиренко (28 р, м. Одеса)                 |  |  |  |  |  |  |  |             |
| Ежені Алексанян (27 р, м. Київ)                    |  |  |  |  |  |  |  |             |
| Шломо Нізін (37 р, Ізраїль)                        |  |  |  |  |  |  |  | Фіналіст    |
| Владислав Мелентьєв (20 р. м. Донецьк)             |  |  |  |  |  |  |  | Фіналіст    |
| Сестри Данілови (7 і 14 р, Київська область)       |  |  |  |  |  |  |  |             |
| Олександр Травніков (49 р, м. Київ)                |  |  |  |  |  |  |  |             |
| Ната Турбіна (43 р, м. Київ)                       |  |  |  |  |  |  |  |             |
| Гурт «Ladies Trio» (м. Львів)                      |  |  |  |  |  |  |  |             |
| Маркіян Назареквич (26 р, м. Львів)                |  |  |  |  |  |  |  |             |
| Анна Ходоровська (27 р, м. Київ)                   |  |  |  |  |  |  |  |             |
| Ангеліна Моняк (28 р, м. Київ)                     |  |  |  |  |  |  |  |             |
| Єгор Уманець (13 р, м. Одеса)                      |  |  |  |  |  |  |  | Фіналіст    |
| Odara (Дар'я Ковтун) (30 р. м. Київ)               |  |  |  |  |  |  |  | Третє місце |
| Роланд Орбан (37 р, м. Львів)                      |  |  |  |  |  |  |  |             |
| Валерія Фурман (17 р, м. Київ)                     |  |  |  |  |  |  |  |             |
| Володимир Бойков (Бандерас) (56 р, м. Харків)      |  |  |  |  |  |  |  |             |
| Василь Логай (43 р, м. Київ)                       |  |  |  |  |  |  |  |             |
| Павло Грищенко (33 р, м. Чернігів)                 |  |  |  |  |  |  |  |             |
| Оксана Нікітіна (29 р, м. Дніпро)                  |  |  |  |  |  |  |  |             |
| Колектив «Leonvochi» (м. Львів)                    |  |  |  |  |  |  |  |             |
| Оля Фільова (26 р, м. Київ)                        |  |  |  |  |  |  |  |             |

- В п'ятому випуску шоу в батлі Марина Левченко й колектив Liberty набрали однакову кількість голосів. За вибором капітана у фінал мала пройти Марина, але вона добровільно покинула проєкт і віддала своє місце у фіналі Liberty.

## Особливості
Розважальний проєкт за британським форматом All Together Now виходить на телеканалі BBC з 2018 року. В Україні телепроєкт буде демонструватися після Італії, Франції, Австралії, Нідерландів, Бразилії, Данії, Польщі та інших країн (загалом сімнадцяти). Телеканал «Україна» придбав 21 травня у Banijay Rights права на адаптацію британського формату музичного шоу All Together Now.